# FC Utrecht (femenino)
La sección femenina del FC Utrecht fue un equipo fútbol femenino de los Países Bajos con sede en Utrecht. Se creó en 2007 como uno de los equipos fundacionales de la Eredivisie femenina. Compitió en esta liga hasta 2012 y luego en la Liga BeNe hasta la desaparición del club en enero de 2014. La mayoría de clubes de la nueva Eredivisie se fusionaron con clubes amateurs que competían en la anterior liga no-profesional, llamada Hoofdklasse. En el caso del Utrecht, el club amateur al que se unió fue el Saestum, un equipo de la ciudad holandesa de Zeist en la provincia de Utrecht. El FC Utrecht se hizo responsable económicamente del Saestum a cambio de disponer de sus jugadoras como si fuera un equipo filial. Debutó en la Eredivisie, el 30 de agosto de 2007 enfrentándose de local al AZ con un resultado de 2-0 para los visitantes.